# بوب لويد
بوب لويد (3 يناير 1946 في الولايات المتحدة - ) (بالإنجليزية: Bob Lloyd)‏ هو لاعب كرة سلة أمريكي في مركز مدافع مسدد الهدف. لعب مع بروكلين نتس.

## وصلات خارجية
- بوب لويد على موقع سبورتس رفرنس (الإنجليزية)
- بوب لويد على موقع كلية كرة السلة في سبورتس رفرنس.كوم (الإنجليزية)
- بوب لويد على موقع ريلجم (الإنجليزية)
- بوب لويد على موقع بروبوليرز (الإنجليزية)